# Annika Scheffel
Annika Scheffel (* 1983 in Hannover) ist eine deutsche Schriftstellerin.

## Leben und Werk
Scheffel studierte in Gießen und Bergen Angewandte Theaterwissenschaft. 2007 war sie Preisträgerin beim Jungen Literaturforum Hessen-Thüringen, 2008/2009 Teilnehmerin des Münchner textwerk-Seminars des Literaturhauses München.
2010 erschien ihr Debütroman Ben, der mit dem Förderpreis des Grimmelshausen-Preises ausgezeichnet wurde. 2015 erhielt sie für ihr Romanprojekt Hier ist es schön den Robert-Gernhardt-Preis. 2021 erschien der erste Band der Solupp-Reihe Sommer auf Solupp, in den nächsten Jahren folgten weitere Bände.
Scheffel lebt in Berlin.

## Preise und Ehrungen
- 2009/2011: Stipendium zum Besuch der Hochschule für Fernsehen und Film München, München
- 2011: Förderpreis zum Grimmelshausen-Preis
- 2015: Robert-Gernhardt-Preis

## Veröffentlichungen
- Ben. Kookbooks, Berlin 2010, ISBN 978-3-937445-40-3.[6][7]
- Bevor alles verschwindet, Suhrkamp, Frankfurt am Main 2013, ISBN 978-3-51842-354-7.
- Nelli und der Nebelort, Oetinger, Hamburg 2016, ISBN 978-3-7891-4753-1.
- Hier ist es schön. Roman, Suhrkamp, Berlin 2018, ISBN 978-3-518-42794-1.
- Sommer auf Solupp. Thienemann, Stuttgart 2021, ISBN 978-3-522-18571-4.
- Winter auf Solupp. Thienemann, Stuttgart 2022, ISBN 978-3-522-18609-4.
- Frühling auf Solupp. Thienemann, Stuttgart 2023, ISBN 978-3-522-18625-4.
- Heldenhörnchen und Drachenfreund. Dragonfly, Hamburg 2023, ISBN 978-3-7488-0247-1.
- Alle Farben von Licht. Carlsen, Hamburg 2024, ISBN 978-3-551-58565-3.
- Herbst auf Solupp. Thienemann, Stuttgart 2024, ISBN 978-3-522-18657-5.
- Pino. Ein Abenteuer auf vier Pfoten. Dragonfly, Hamburg 2024, ISBN 978-3-7488-0265-5.
- Wanda. Thienemann, Stuttgart, 2025, ISBN 978-3-522-18689-6.